# Jodis lactea
Jodis lactea är en fjärilsart som beskrevs av Geoffroy 1785. Jodis lactea ingår i släktet Jodis och familjen mätare. Inga underarter finns listade i Catalogue of Life.